# Rivière Bonaventure
Rivière Bonaventure är ett vattendrag i Kanada.   Det ligger i provinsen Québec, i den sydöstra delen av landet, 200 km öster om huvudstaden Ottawa.
Omgivningarna runt Rivière Bonaventure är en mosaik av jordbruksmark och naturlig växtlighet. Runt Rivière Bonaventure är det ganska tätbefolkat, med 179 invånare per kvadratkilometer.